# Mercurius

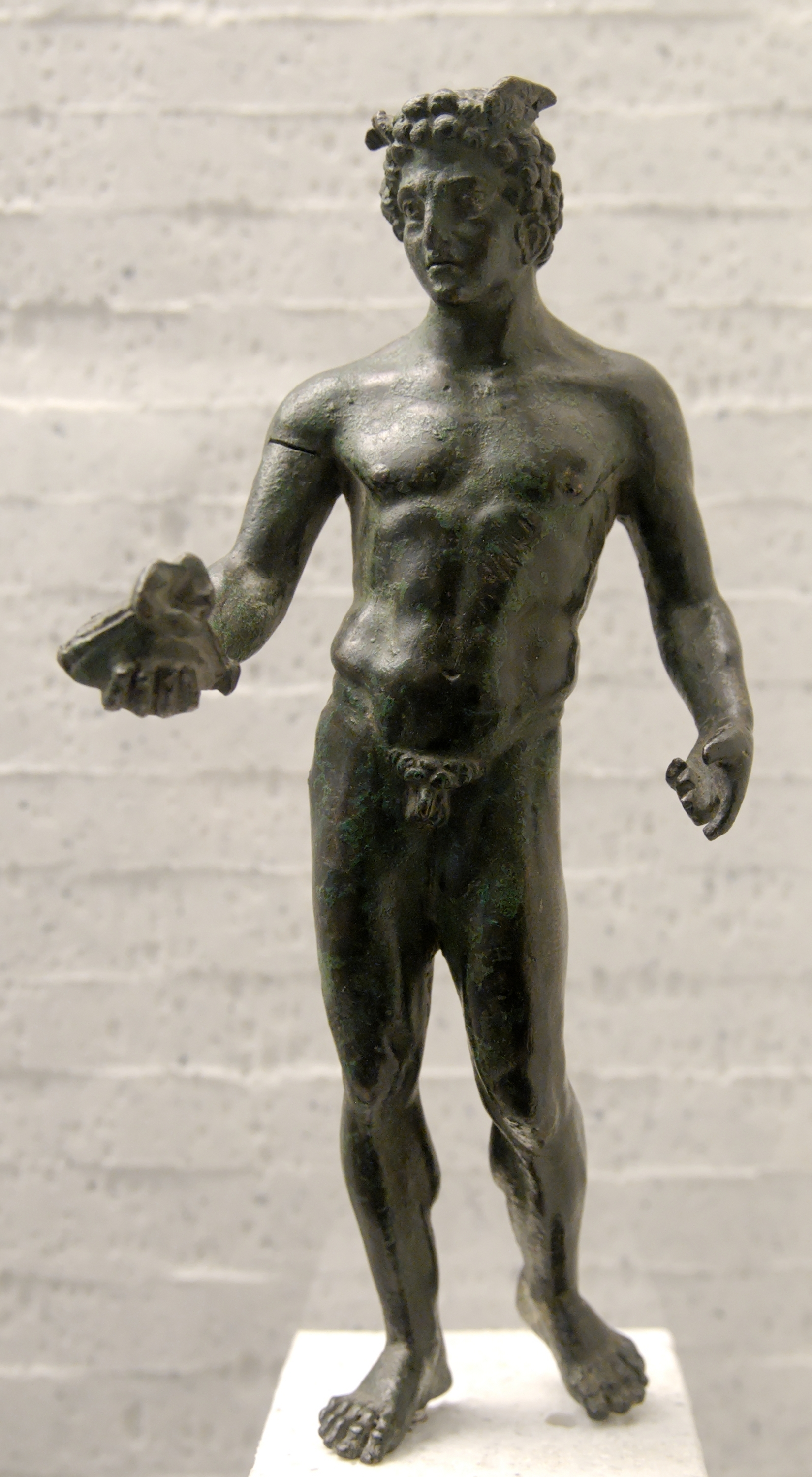
Bronzefigur des Mercurius (1./2. Jahrhundert)

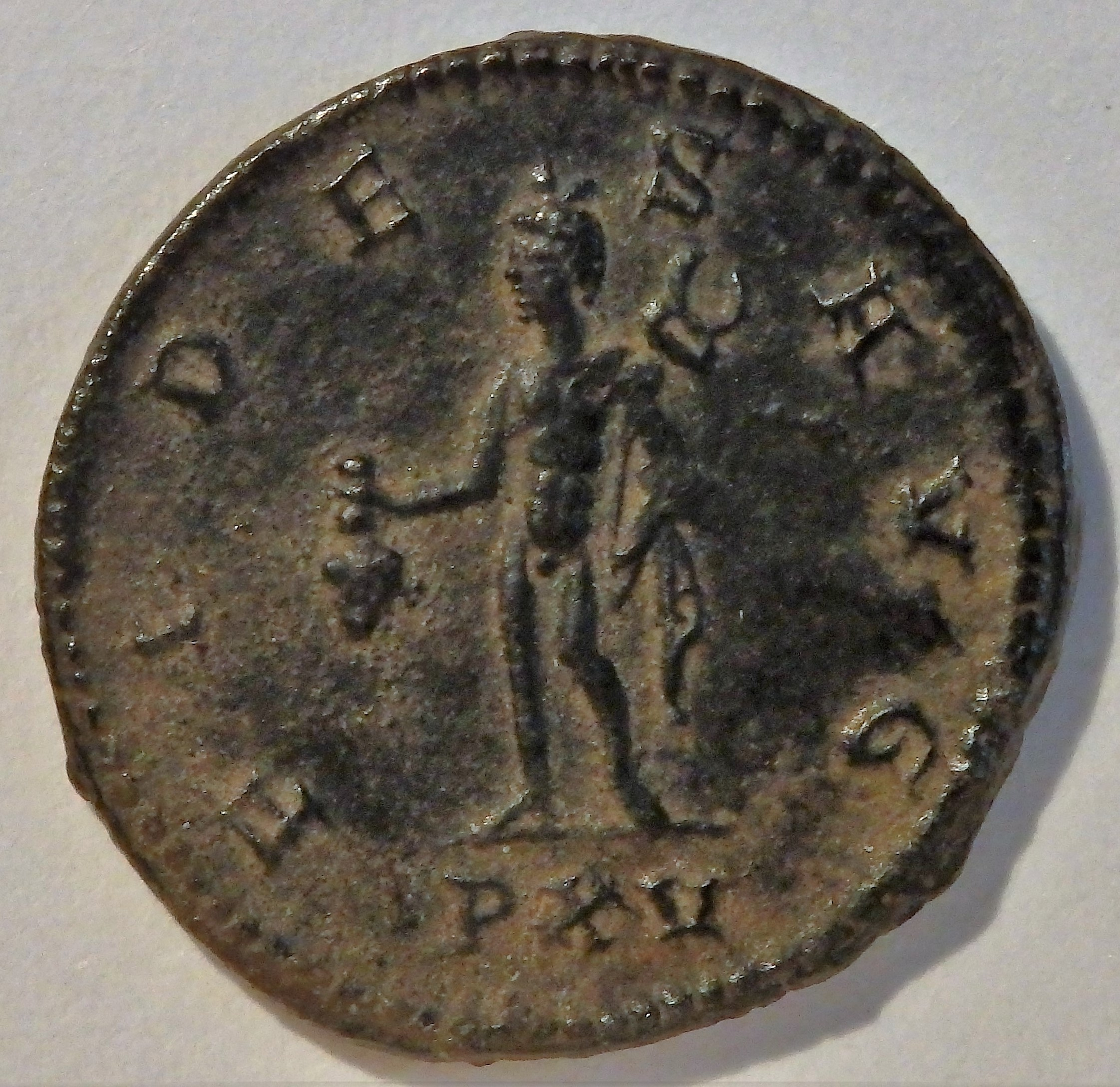
Mercurius auf Antoninian des römischen Kaisers Gallienus, 253–268 n. Chr.

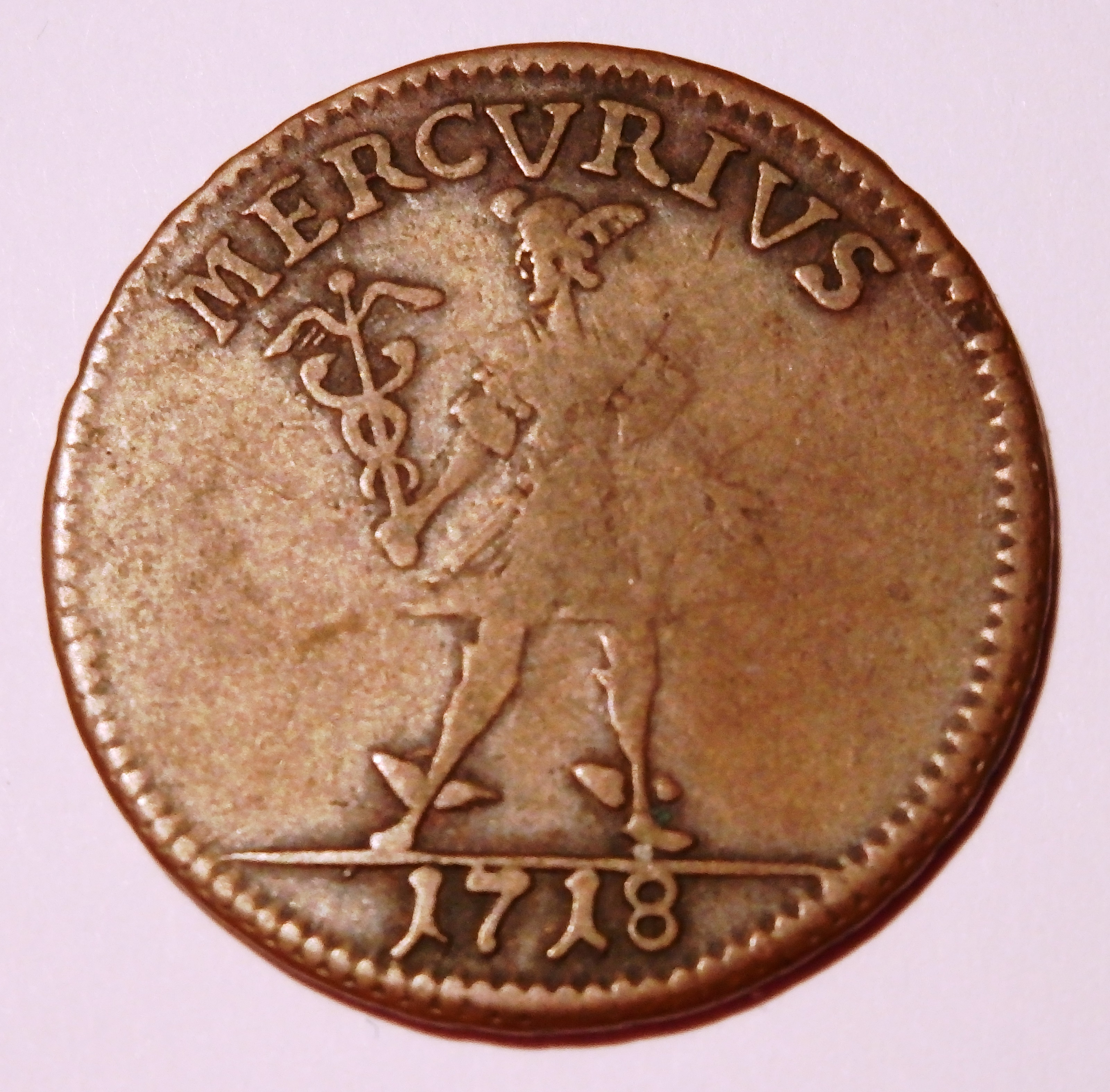
Mercurius auf schwedischem Kupfertaler, Jahr 1718

Mercurius (eingedeutscht Merkur) ist ein Gott in der römischen Religion. Sein Name geht auf das lateinische Wort merx, „Ware“, zurück. Er wurde mit dem griechischen Hermes gleichgesetzt. Dessen Herkunft und übrige Eigenschaften wurden auf ihn übertragen. Er galt als „Götterbote“ und ist der Gott der Händler und Diebe.

## Gott des Handels
In Rom wurde ihm als Beschützer des für diese Stadt so wichtigen Kornhandels ein öffentlicher Kultus eingerichtet. 495 v. Chr. weihten die Römer für  ihn einen Tempel am Circus maximus (am Aventin) ein, gleichzeitig wurde eine Zunft der Kaufleute geschaffen, deren Mitglieder sich mercuriales nannten. Am Stiftungstag des Tempels und der Zunft, am 15. Mai, opferten die Kaufleute dem Gott und seiner Mutter Maia und besprengten aus einer ihm geweihten Quelle an der Porta Capena Haupt und Waren mit Wasser. Als Schutzgott der Händler wurde er nicht nur in römischer Zeit, sondern gelegentlich auch in der Neuzeit auf der Rückseite von Münzen abgebildet.

## Attribute
Zu den Attributen Merkurs gehören der Hermesstab, ein geflügelter Helm oder Hut (oft ein Petasos), Flügelschuhe und häufig ein Geldbeutel, den er in der rechten Hand hält.

## Verehrung in römischen Provinzen
Das Ansehen von Mercurius als Gott des Handels und der Kaufleute, aber auch der Diebe und des Gewinns, verbreitete sich im Römischen Reich während der Kaiserzeit (27 v. Chr. bis 284 n. Chr.) nach Westen und nach Rätien im Norden. In den keltischen und germanischen Provinzen nahm die Verehrung Merkurs enorm zu und wurde sogar stärker als in Rom selbst. Darauf weisen hunderte von Funden hin, bei denen es sich zumeist um Inschriften auf Weihesteinen oder um Tafeln aus Bronze handelt. Die Darstellungen des Mercurius auf den Steinen, die in den germanischen Rheinprovinzen gefunden wurden, sind von Form und Ausdruck her römisch, aber die Namenskomposite sind germanischer Herkunft und verbunden mit dem Stiftungszweck und einer bestimmten Personengruppe, seien es einzelne Stämme oder ein lokaler Bezug. In den Provinzen erhält Mercurius jeweils auch zahlreiche einheimische Beinamen wie Mercurius Cissonius oder Mercurius Gebrinius.
Die Verehrung Merkurs zeigte sich auch im Privatleben wohlhabender Siedler. So wurde 1836 im Ort Rogging im Oberpfälzer Landkreis Regensburg eine 14 cm hohe, gut erhaltene bronzene Merkurstatuette („Merkur von Rogging“) aufgefunden, die wahrscheinlich aus dem Hausheiligtum eines römischen Gutshofes stammt und als Erzeugnis einer italischen Werkstatt eingestuft wird. Die Figur ist mit allen Attributen ausgestattet, die den Gott des Handels kennzeichnen: Umhang, Schlangenstab, Köcher über der rechten Schulter, Rest eines Geldsacks in der rechten Hand und an den Füßen geflügelte Schuhe.
Auch reisende Kaufleute hatten Gelegenheit, Merkur zu verehren. So konnte in Regensburg, 2 km südlich vom römischen Legionslager Castra Regina auf der beherrschenden Höhe des umgebenden Hügellandes, ein Merkur geweihter Tempelbezirk nachgewiesen werden, der direkt an der von Augsburg nach Regensburg führenden heutigen Kumpfmühler Straße liegt. 1934 wurden bei Grabungen die Fundamente eines großen und zweier kleiner Tempelgebäude freigelegt. Das große Gebäude war ein quadratischer Umgangstempel mit einer Seitenlänge von 7 m. Der Stifter der Tempelanlage, deren Gesamtausdehnung nicht genau bestimmt werden konnte, war der Lagerkommandant von Castra Regina, wie man aus den Stempeln der Dachziegel schließen kann. Der nach Zerstörungen zweimal wiederaufgebaute Tempelbezirk war den archäologischen Befunden zufolge um 200 n. Chr. entstanden und entweder 357 n. Chr. beim Einfall der Juthungen oder im Laufe des Erstarkens des Christentums endgültig verwüstet worden.

## Wochentag
Nach Merkur wurde der vierte (heute dritte) Wochentag Mittwoch mit Mercurii dies benannt. Dies hat sich in einigen romanischen Sprachen (italienisch mercoledì; französisch: mercredi; spanisch: miércoles; rumänisch: miercuri) und im Albanischen als e mërkurë bis heute erhalten.
Nach Tacitus (Germania) setzten spätantike und frühmittelalterliche Chronisten den germanischen Gott Wodan/Odin mit Merkur gleich, was sich bei der Bezeichnung des Tages zum Beispiel als wednesday im Englischen und onsdag im Schwedischen bis heute nachvollziehen lässt.

## Galerie

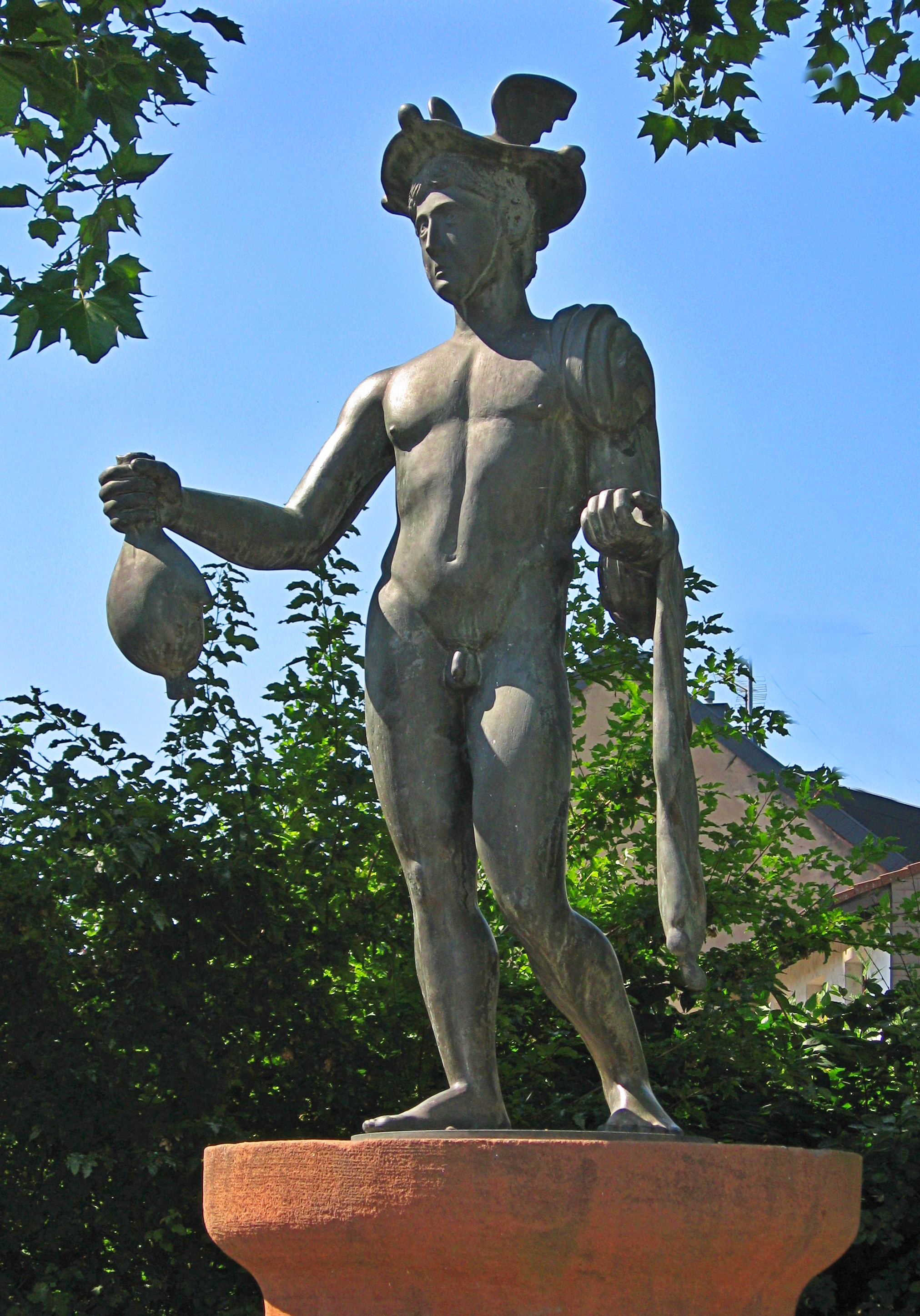
Skulptur des Merkur in Pachten (Contiomagus)
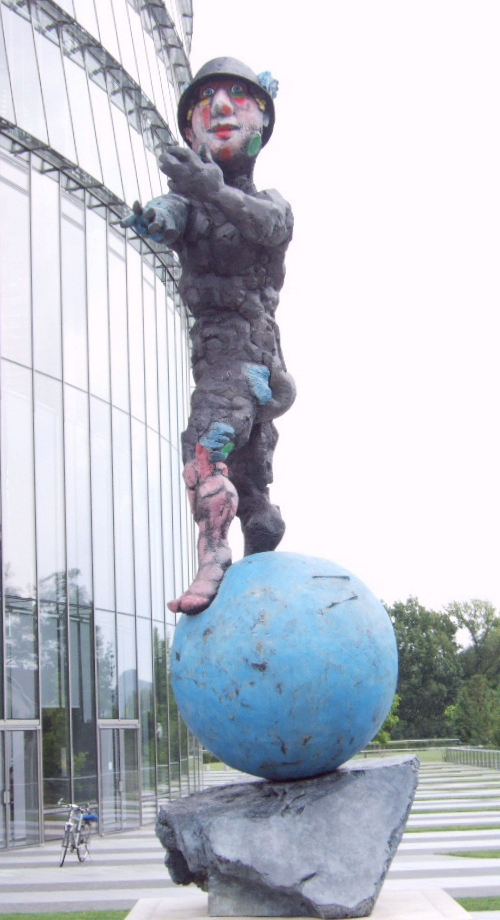
Markus Lüpertz: Mercurius vor dem Post Tower in Bonn
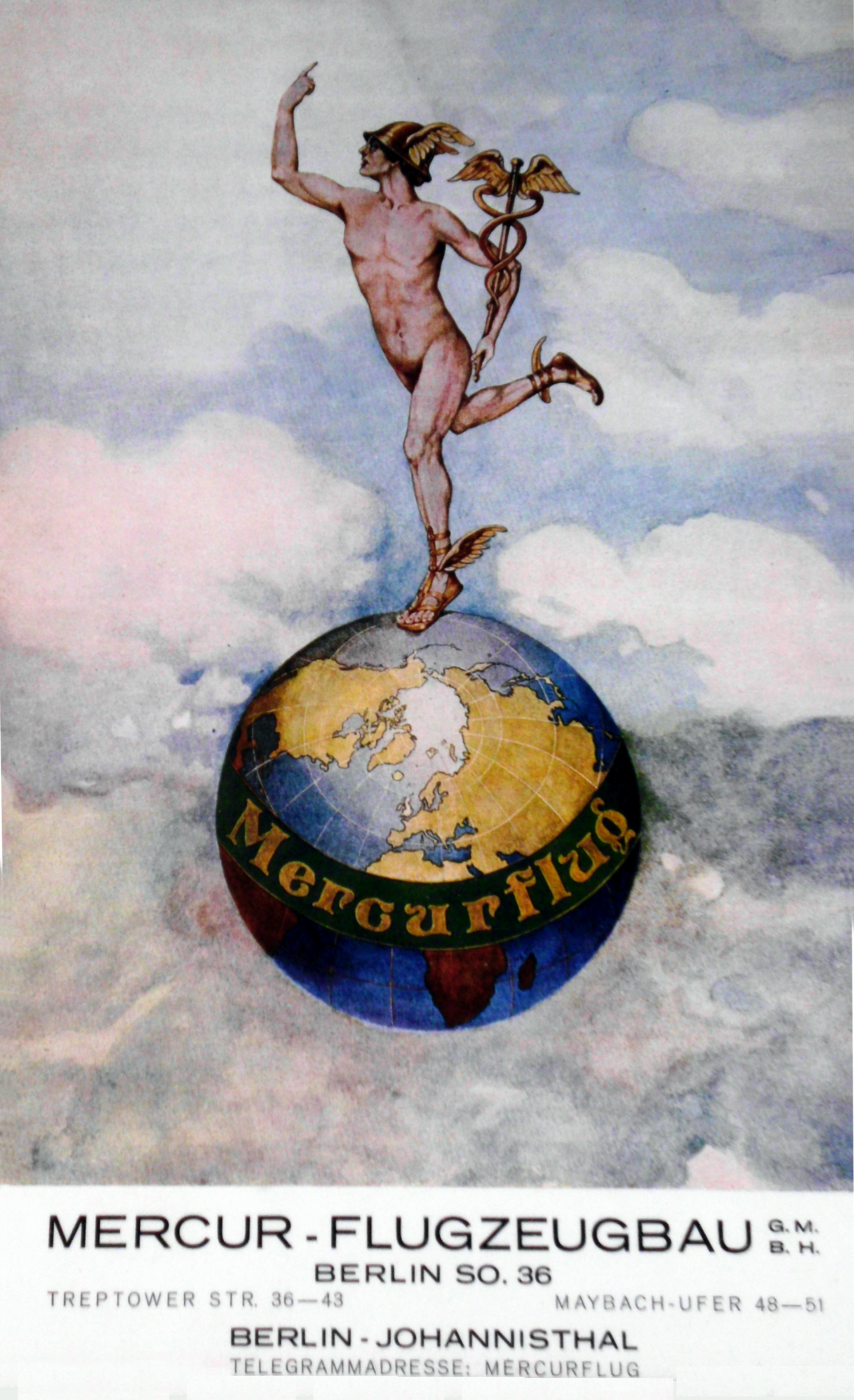
Mercur Flugzeugbau mit Mercur als Firmenname und Symbol
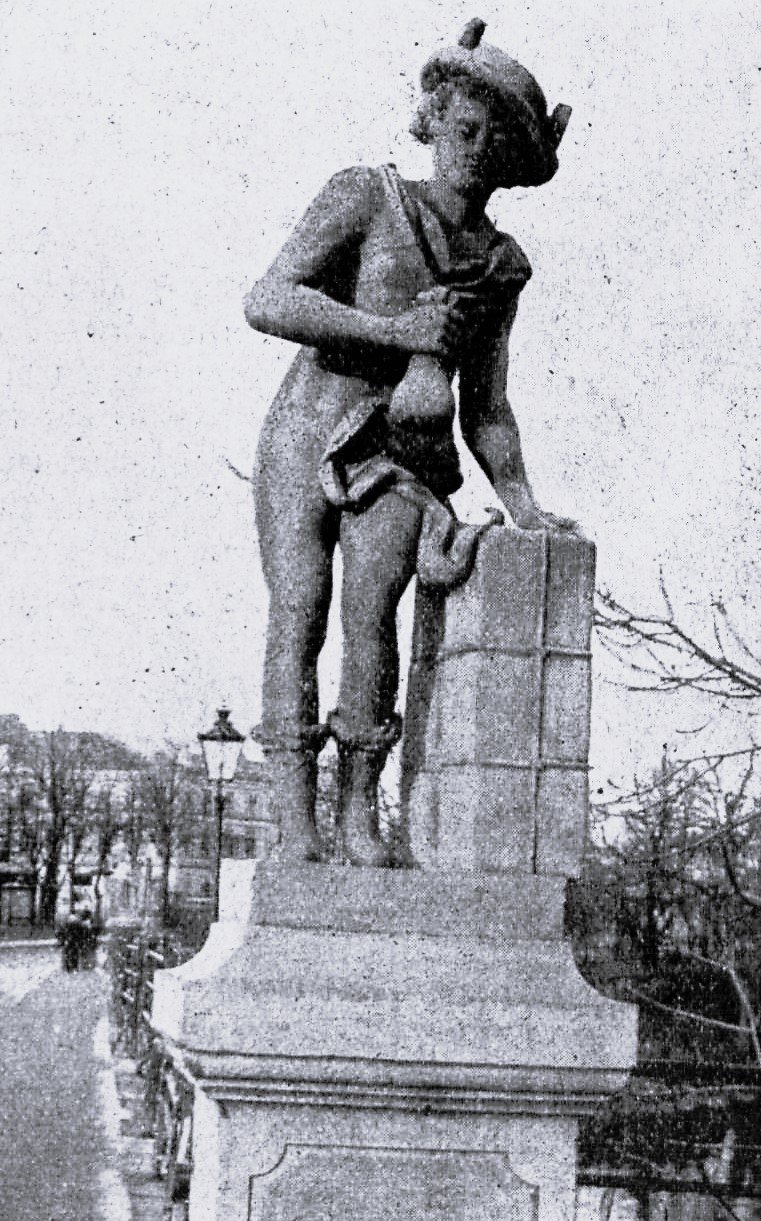
Merkur auf der Puppenbrücke zu Lübeck
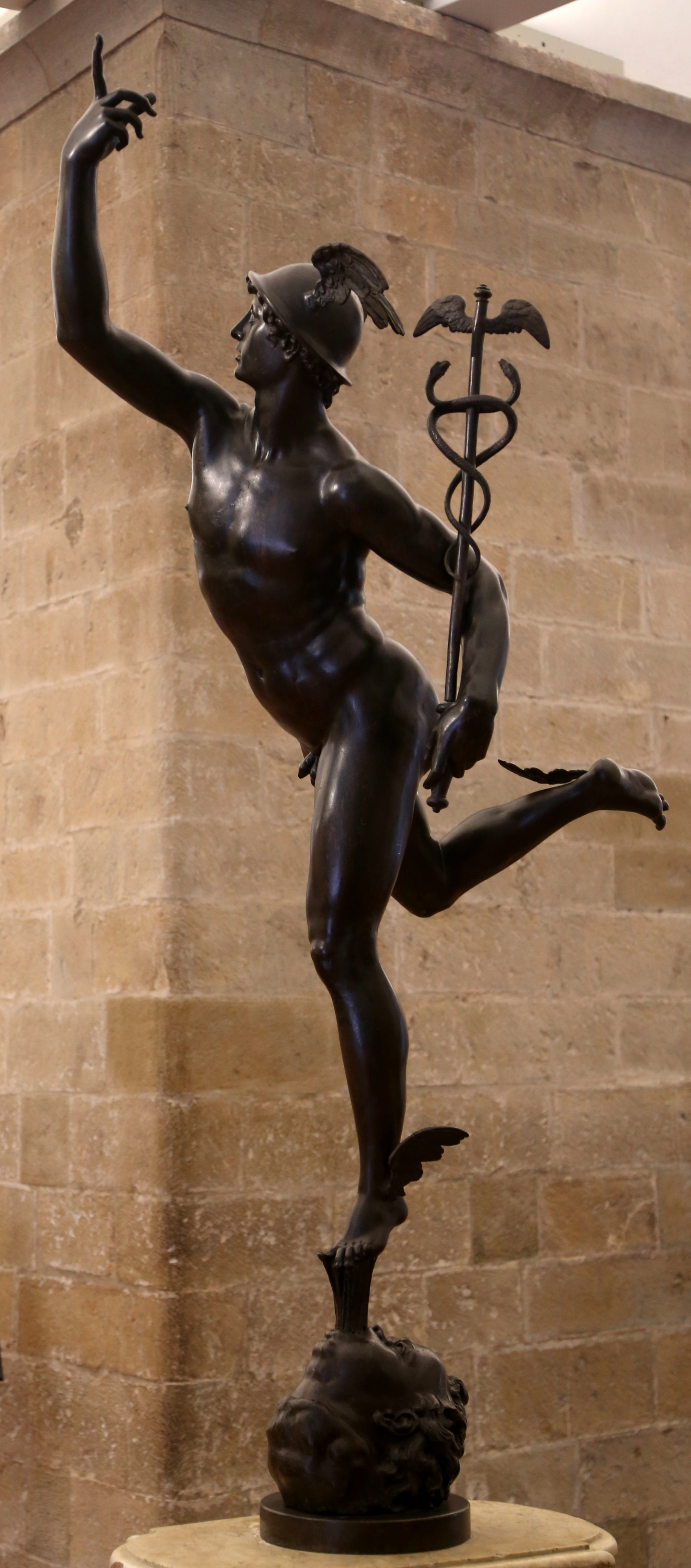
Giovanni da Bologna: Fliegender Merkur, 1578–ca. 1580
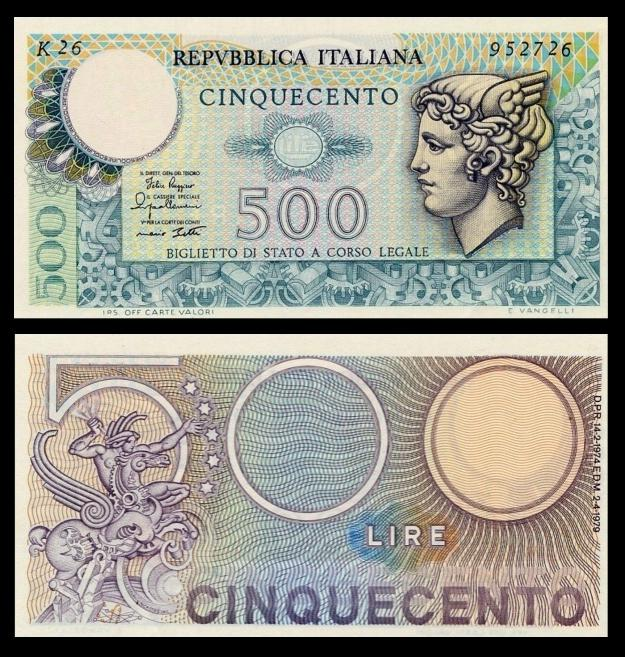
Merkur auf der Vorderseite der letzten italienischen 500-Lire-Banknote
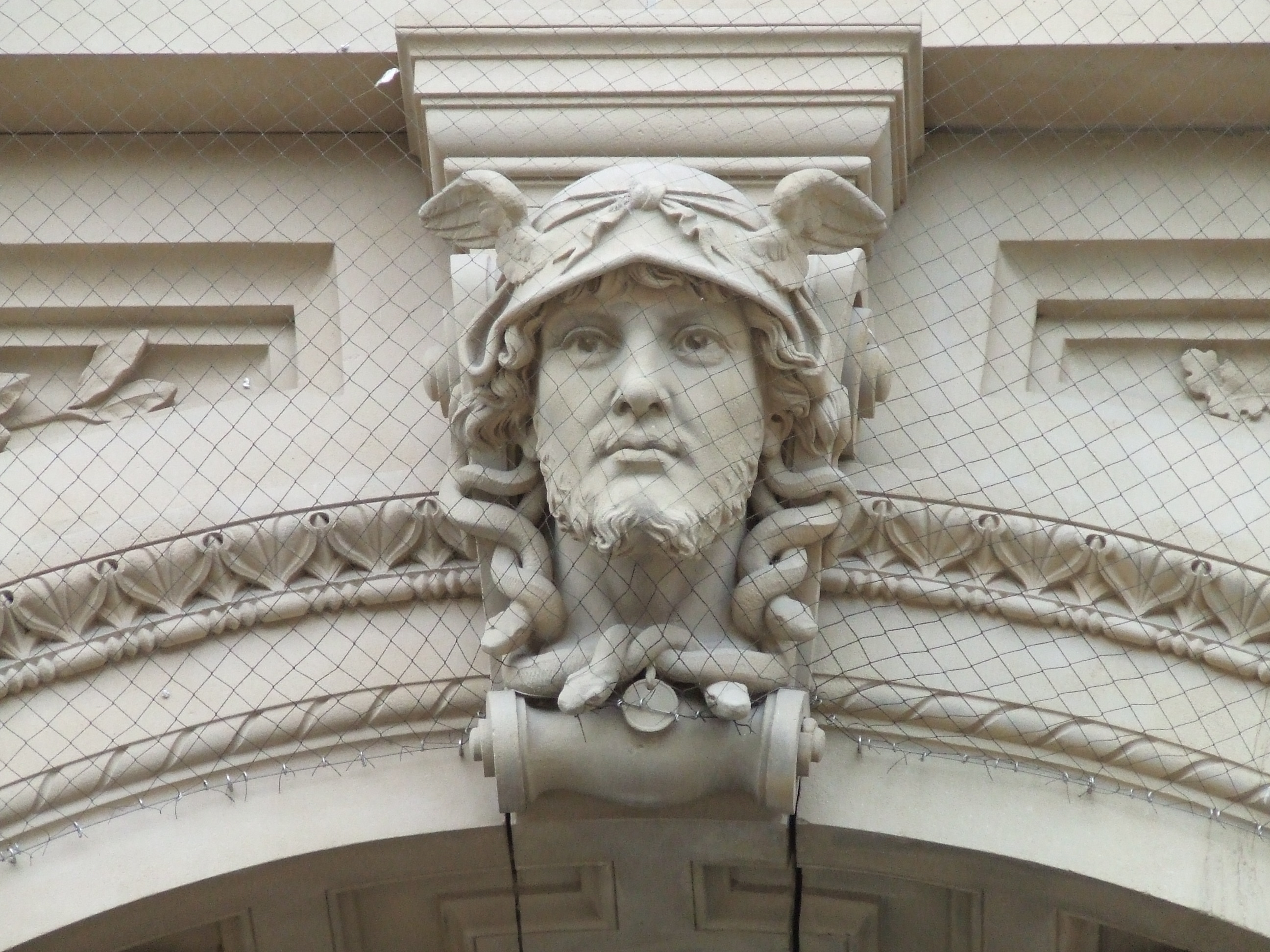
Abbildung am Mainzer Hauptbahnhof